# NBA Southwest Division
La Southwest Division è una Division della Western Conference del campionato NBA. Le altre Division della Western Conference sono: la Northwest Division e la Pacific Division.
La prima classificata di ogni Division partecipa agli NBA Playoffs, insieme alle altre vincitrici di Division più le restanti cinque squadre con il miglior record (vittorie/sconfitte) di ciascuna Conference.

## Squadre
Fanno parte della Southwest Division le seguenti cinque squadre:
- San Antonio Spurs
- Dallas Mavericks
- Houston Rockets
- Memphis Grizzlies
- N.O. Pelicans

## Albo d'oro della Southwest Division
Nota: in grassetto sono indicate le squadre campioni NBA.
- 2004-2005:  San Antonio Spurs
- 2005-2006:  San Antonio Spurs
- 2006-2007:  Dallas Mavericks
- 2007-2008:  N.O. Hornets
- 2008-2009:  San Antonio Spurs
- 2009-2010:  Dallas Mavericks
- 2010-2011:  San Antonio Spurs
- 2011-2012:  San Antonio Spurs
- 2012-2013:  San Antonio Spurs
- 2013-2014:  San Antonio Spurs
- 2014-2015:  Houston Rockets
- 2015-2016:  San Antonio Spurs
- 2016-2017:  San Antonio Spurs
- 2017-2018:  Houston Rockets
- 2018-2019:  Houston Rockets
- 2019-2020:  Houston Rockets
- 2020-2021:  Dallas Mavericks
- 2021-2022:  Memphis Grizzlies
- 2022-2023:  Memphis Grizzlies
- 2023-2024:  Dallas Mavericks
- 2024-2025:  Houston Rockets

## Vittorie per franchigia
| Squadra                      | Titoli |
| ---------------------------- | ------ |
| San Antonio Spurs            | 9      |
| Houston Rockets              | 5      |
| Dallas Mavericks             | 4      |
| Memphis Grizzlies            | 2      |
| N.O. Hornets / N.O. Pelicans | 1      |